# Laurie Sargent
Laurie Sargent is een Amerikaanse zangeres en gitariste die sinds 2001 actief is in de band Twinemen.

## Face to Face
Sargent was van 1979 tot 1988 de zangeres van de new waveband Face to Face, waarmee ze relatief succesvol was. In 1984 bracht de band de single "10-9-8" uit, die uiteindelijk op plaats 38 in de Billboard Hot 100 terechtkwam. In 1988 ging de band uit elkaar en begon Sargent aan een solocarrière.

## Solodiscografie
Tijdens haar solocarrière gaf Sargent twee albums uit met de namen Visitation Rites en Little Dipper and the Shooting Star. Hierop zijn de volgende nummers te vinden:
Visitation Rites
- Tractor
- Candyland
- Oona

Little Dipper and the Shooting Star
- Little Dipper and the Shooting Star
- Trouble Rain
- Rise and Shine

## Twinemen
Vanaf 2001 is Sargent actief als zangeres en gitariste bij de band Twinemen. Deze band bestaat naast Sargent ook nog uit saxofonist Dana Colley en percussionist Billy Conway. Daarnaast wordt de band live en in de studio regelmatig bijgestaan door sessiemuzikanten, waaronder Stuart Kimball, met wie Sargent ook samenspeelde in Face to Face.